# 2008 في كندا
فيما يلي قوائم الأحداث التي وقعت خلال عام 2008 في كندا.

## سياسة

### تعيين في المنصب
- 14 أكتوبر – جاستن ترودو عضو مجلس العموم الكندي.
- 14 أكتوبر – مارك غارنو عضو مجلس العموم الكندي.

### انتهاء فترة المنصب
- 10 ديسمبر – ستيفان ديون زعيم المعارضة الرسمية [الإنجليزية]‏.

## رياضة
- 8 يونيو – جائزة كندا الكبرى 2008 الفائز روبرت كوبيتسا.

## أفلام
من الأفلام التي صدرت هذه السنة في كندا:
- 1 يناير – العمى من إخراج فرناندو ميريليس.
- 1 يناير – ذي روكر من إخراج بيتر كاتانيو.
- 1 يناير – ستارغيت: ذي آرك أوف تروث من إخراج روبرت س. كوبر.
- 1 يناير – ستارغيت: كونتينوم من إخراج مارتن وود.
- 1 يناير – فار كراي من إخراج ياو بول.
- 6 فبراير – جمبر من إخراج دوج ليمان.
- 25 ديسمبر – ألين ضد المفترس: قداسة من إخراج Greg Strause ‏، Colin Strause ‏، Greg and Colin Strause [الإنجليزية]‏.

## برامج ومسلسلات وأنمي
- ماني الحرفاني
- كارل وكارل

## كتب
من الكتب التي صدرت هذه السنة في كندا:
- 29 أبريل – الأخ الأصغر من تأليف كوري دكتورو.

## وفيات

### سبتمبر
- 30 سبتمبر – كاميلي ماثر (مواليد 1912) سياسية كندية.

### أكتوبر
- 17 أكتوبر – بن ويدر (مواليد 1923) رجل أعمال كندي.
- 27 أكتوبر – لويس سيكو (مواليد 1927) لاعب هوكي جليد كندي.

### ديسمبر
- 18 ديسمبر – هنري داكويرث (مواليد 1915) فيزيائي كندي.